# Fiuk (przystanek kolejowy)
Fiuk – nieczynny przystanek kolejowy w miejscowości Fiuk, w województwie małopolskim, w Polsce, na linii Tarnów – Szczucin koło Tarnowa. Znajduje się tu 1 peron.